# Željko Musa
Željko Musa (Mostar, 8. siječnja 1986.) hrvatski je rukometaš. Igra na mjestu kružnog napadača. Trenutačno igra za njemački Magdeburg. Prije je igrao za RK Medveščak i Izviđač iz Ljubuškog, zatim za slovenske klubove Trimo iz Trebnja i Gorenje iz Velenja.
Igrao je za Hrvatsku na europskom prvenstvu 2010. godine gdje je osvojio srebro te na europskom prvenstvu 2012. gdje je osvojio broncu.

## Vanjske poveznice
- www.eurohandball.com Profil